# Clermont-en-Argonne
Clermont-en-Argonne (hist. Clermont-sur-Meuse) – miejscowość i gmina we Francji, w regionie Grand Est, w departamencie Moza.
Według danych na rok 1990 gminę zamieszkiwały 1794 osoby, a gęstość zaludnienia wynosiła 27 osób/km² (wśród 2335 gmin Lotaryngii Clermont-en-Argonne plasuje się na 233. miejscu pod względem liczby ludności, natomiast pod względem powierzchni na miejscu 2.).